# Je maintiendrai
Je maintiendrai (Nederlands: Ik zal handhaven) is de wapenspreuk van Nederland sinds 1815.

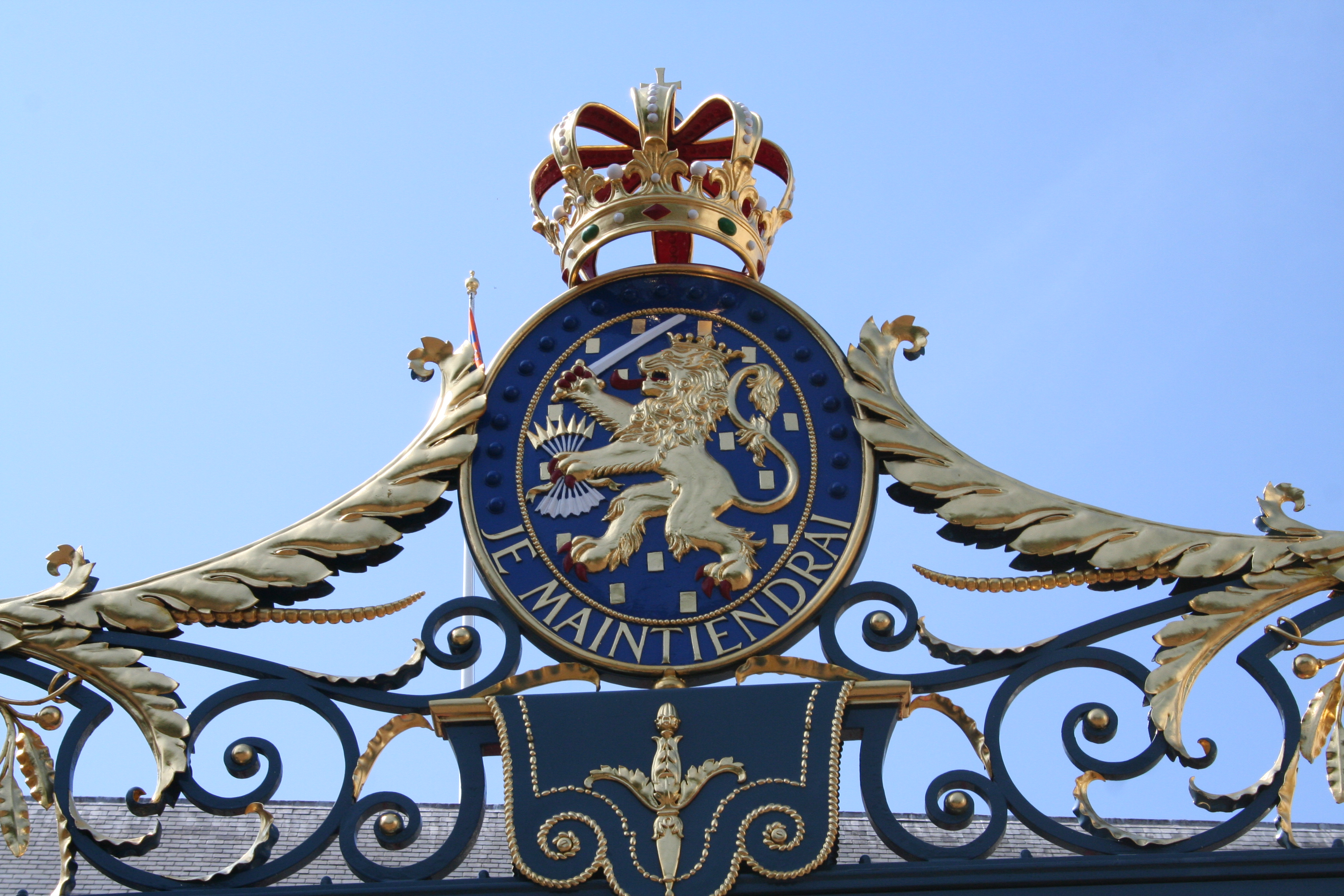
Wapen met spreuk boven ingang Paleis Noordeinde.

Wapen van Nederland.

De spreuk is feitelijk de wapenspreuk van het huis van Oranje-Nassau, die Willem van Oranje overerfde met het prinsdom Orange door de erfenis van René van Chalon. Oorspronkelijk was de spreuk Je maintiendrai Chalon, maar Willem veranderde haar naar Je maintiendrai Nassau. Door zijn opvolgers werd het woord Nassau weggelaten en werd dit simpelweg Je maintiendrai.
In een brief uit januari 1565 gaf Willem van Oranje de volgende uitleg aan zijn wapenspreuk:
| Middelfrans: | vertaling: |
| --- | --- |
| Je maintiendrai la vertu et noblesse. Je maintiendrai de mon nom la haultesse. Je maintiendrai l'honneur, la foy, la loy de Dieu, du Roy, de mes amys et moy. | Ik zal handhaven de deugd en adeldom Ik zal handhaven de hoogheid van mijn naam Ik zal handhaven de eer, het geloof en de wet van God, van de Koning, van mijn vrienden en mij. |

Tijdens de Republiek (1581-1795) werd de wapenspreuk "Concordia res parvae crescunt" gebruikt, letterlijk vertaald: "Samenbundeling doet kleine zaken groeien". In het Nederlands veelal hertaald als: "Eendracht maakt macht", in het Frans tot: "L'union fait la force" en als zodanig sinds de Belgische Revolutie van 1830 tevens de wapenspreuk van België. Toen het huis van Oranje-Nassau in 1815 meer macht kreeg en het familiehoofd werd gepromoveerd van erfstadhouder via soeverein vorst tot koning, nam het Verenigd Koninkrijk der Nederlanden de spreuk van de Oranjes over. Nederland behield die na de scheiding van de Lage Landen in 1830.
Het motto is ook dat van drie ridderorden; de Orde van de Gouden Leeuw van Nassau, de Orde van de Eikenkroon en de Orde van Oranje-Nassau.
Tijdens de Tweede Wereldoorlog werd een verzetskrant uitgegeven met de naam Je Maintiendrai.